# Mummenfass
Mummenfass oder Mummefass nannte man im Herzogtum Braunschweig das Fass für die Mumme, einer ursprünglich stark alkoholhaltigen Biersorte aus Braunschweig. In Magdeburg diente das Mummefass der Aufbewahrung und dem Transport des „Magdeburgischen Stadtbieres“. Das Volumenmaß fasste 100 bis 105 Stübchen (etwa 375 bis 395 Liter).
Ludeke Krage, der Bürgermeister der Braunschweiger Neustadt, soll in einem Mummefass während des „Aufruhrs der Armut“ im Jahr 1513 aus der Stadt in Richtung Hannover geflohen sein.